# Let Gazpromavia 9608
Let Gazpromavia 9608 byl let operovaný letadlem Suchoj Superjet 100. Let směřoval z letiště Luchovicy-Treťjakovo na letiště Vnukovo. Dne 12. července 2024 došlo k havárii, při níž zahynuli všichni na palubě. Letadlo bylo při nehodě zcela zničeno.

## Letadlo
Jednalo se o letadlo Suchoj Superjet 100-95LR s výrobním číslem (MSN) 95078 a registrací 89049. Letadlo bylo vyrobeno v roce 2014 a svůj první let absolvovalo 16. prosince téhož roku. Poslední let s pasažéry proběhl 3. května 2024. Při nehodě bylo letadlo zcela zničeno.

## Posádka
Posádku tvořili tři členové: kapitán Jevgenij Bulavko, první důstojník Vladislav Charlamov a palubní inženýr Maxim Lukmanov. Všichni tři členové posádky při nehodě zahynuli.

## Nehoda
Letadlo bez problémů odstartovalo z letiště. Po čtyřech minutách letu ztratila řídicí věž s letadlem kontakt. Stroj dosáhl maximální letové výšky přibližně 900 metrů. Zřítil se tři minuty po posledním kontaktu s věží, přibližně 110 kilometrů od letiště, poblíž obce Apraksino. Letadlo dopadlo do zalesněné oblasti.

## Vyšetřování
Černé skříňky byly nalezeny ještě téhož dne. Dne 30. srpna 2024 zveřejnili vyšetřovatelé předběžnou zprávu, ve které uvedli, že letadlo nemělo povolení k letu. Podle zprávy letoun dosáhl výšky 1 524 metrů, když došlo k nesouladu mezi dvěma palubními počítači. Jeden z nich udával úhel náběhu mezi 10 a 11 stupni, zatímco druhý zaznamenal úhel mezi 11 a 13,5 stupni. Rychlost letadla byla přibližně 230 uzlů (426 km/h).
Posádka obdržela povolení ke stoupání a letoun začal stoupat. Krátce poté však letadlo začalo klesat. První důstojník zvýšil úhel náběhu na 14 stupňů, což vedlo k deaktivaci autopilota. Kapitán následně převzal kontrolu nad letadlem a zvýšil jeho rychlost na 270 uzlů (570 km/h). V reakci na to letadlo aktivovalo aerodynamické brzdy, které slouží k zabránění překročení maximální rychlosti.
Letoun mezitím klesl na výšku 914 metrů, kde se aktivoval systém proti nadměrnému úhlu náběhu. Tento systém automaticky tlačil nos letadla dolů. Stroj nakonec narazil do terénu rychlostí 365 uzlů (675 km/h).